# Бессменный (эсминец)
«Бессменный» — советский эскадренный миноносец проекта 30-бис Черноморского флота. С 1968 года — передан Военно-морским силам Египта, получил название دمياط Damiet «Думьят». Участвовал в Войне на истощение и в Войне Судного дня.

## Служба

### ВМФ СССР
Эсминец "Бессменный" был зачислен в списки кораблей ВМФ 22 июня 1951 года. 12 сентября 1951 года был заложен на заводе № 445 в Нико 
лаеве (заводской №1117). Спущен на воду 31 марта 1952 года, вступил в строй 10 декабря 1952 года. 28 декабря 1952 года, подняв Военно-морской флаг, вошел в состав Черноморского флота. 

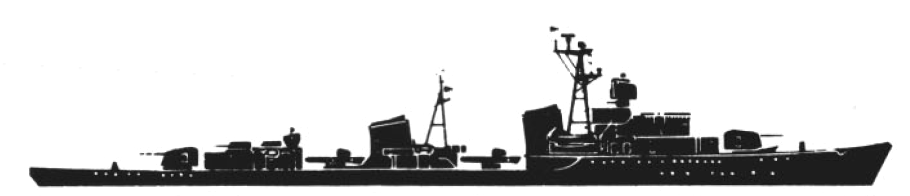
Таблица распознавания НАТО, 1987

В составе Эскадры Черноморского флота. 29 марта 1953 года в составе эскадры Черноморского флота была сформирована 150-я бригада эскадренных миноносцев, куда вошли пять эсминцев  проекта 30-бис включая "Бессменный". Бортовой номер 14. 
В июне 1956 года отряд кораблей под флагом командующего флотом адмирала В. А. Касатонова провел дружеские визиты в Средиземном море. В отряд вошли крейсер «Михаил Кутузов», эсминцы «Безукоризненный» и «Бессменный». 31 мая  - 4 июня 1956 года был нанесён визит в Сплит (Югославия).  5-10 июня 1956 года отряд зашёл в Дуррес, Албания.
Возвратившись в Черное море, корабли включились в очередное общефлотское учение, в ходе которого отрабатывались артиллерийские удары по корабельным соединениям вероятного противника, отражались налеты авиации, атаки подводных лодок и торпедных катеров. При подходе к берегу, корабли уклонялись от условного огня береговых батарей.
29 октября 1955 года спасательная партия с Бессмертного участвовала в работах по спасению гибнущего после взрыва линкора Новороссийск. В ходе спасательной операции погиб лейтенант Кириллов Николай Константинович командир группы управления огнем ГК ЭМ "Бессменный".
В конце 1956 года был выведен из боевого состава, законсервирован и поставлен на отстой. 10 августа 1961 года был расконсервирован и вновь введён в строй.
1 марта - 31 мая 1968 года, находясь в зоне военных действий, выполнял боевую задачу по оказанию помощи вооруженным силам Египта. 

### ВМС Египта
В июне 1968 года во время Войны на истощение передан в Александрии ВМС Египта, где числился как "دمياط" "Damiet". 
Бортовой номер 844. 
Операция по бомбардировке Рамлы и Балузы была проведена ВМС Египта на северном побережье Синая в ночь с 8 на 9 ноября 1969 года во время Войны на истощение. Эсминцы «Думьят» и «Насер» под прикрытием двух ракетных катеров типа Оса обстреляли из своих орудий израильские позиции в районах Румана и Балуза, что привело к материальным потерям с израильской стороны. Эсминцы смогли отступить после выполнения своей задачи и благополучно вернуться в порт Александрии, несмотря на перехват израильской авиацией. Операцию разработал и командовал ею советский военный советник капитан 1-го ранга В. И. Зуб.
В 1986 году был разоружен и продан египетским командованием на слом.